# Cucullia fraudatrix
Cucullia fraudatrix là một loài bướm đêm thuộc họ Noctuidae. Nó được tìm thấy ở khu vực miền đông of miền trung châu Âu tới Hàn Quốc và Nhật Bản và Trung Quốc.

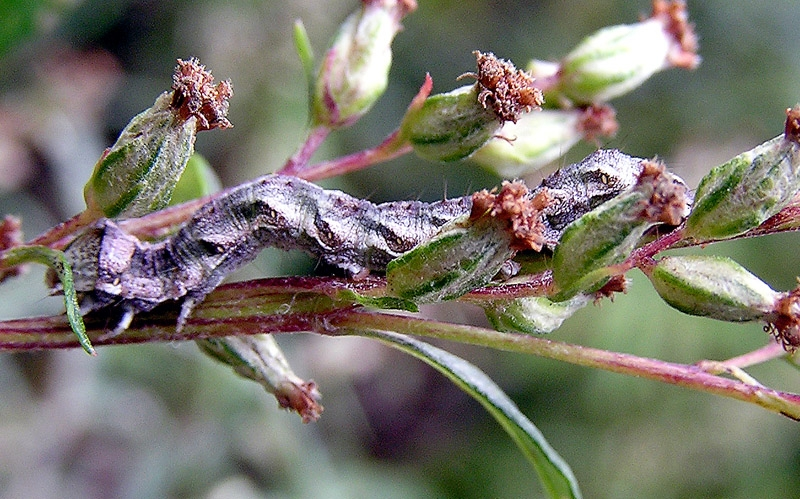
Sâu bướm

Sải cánh dài 34–42 mm.
Ấu trùng ăn Artemisia vulgaris.

## Hình ảnh

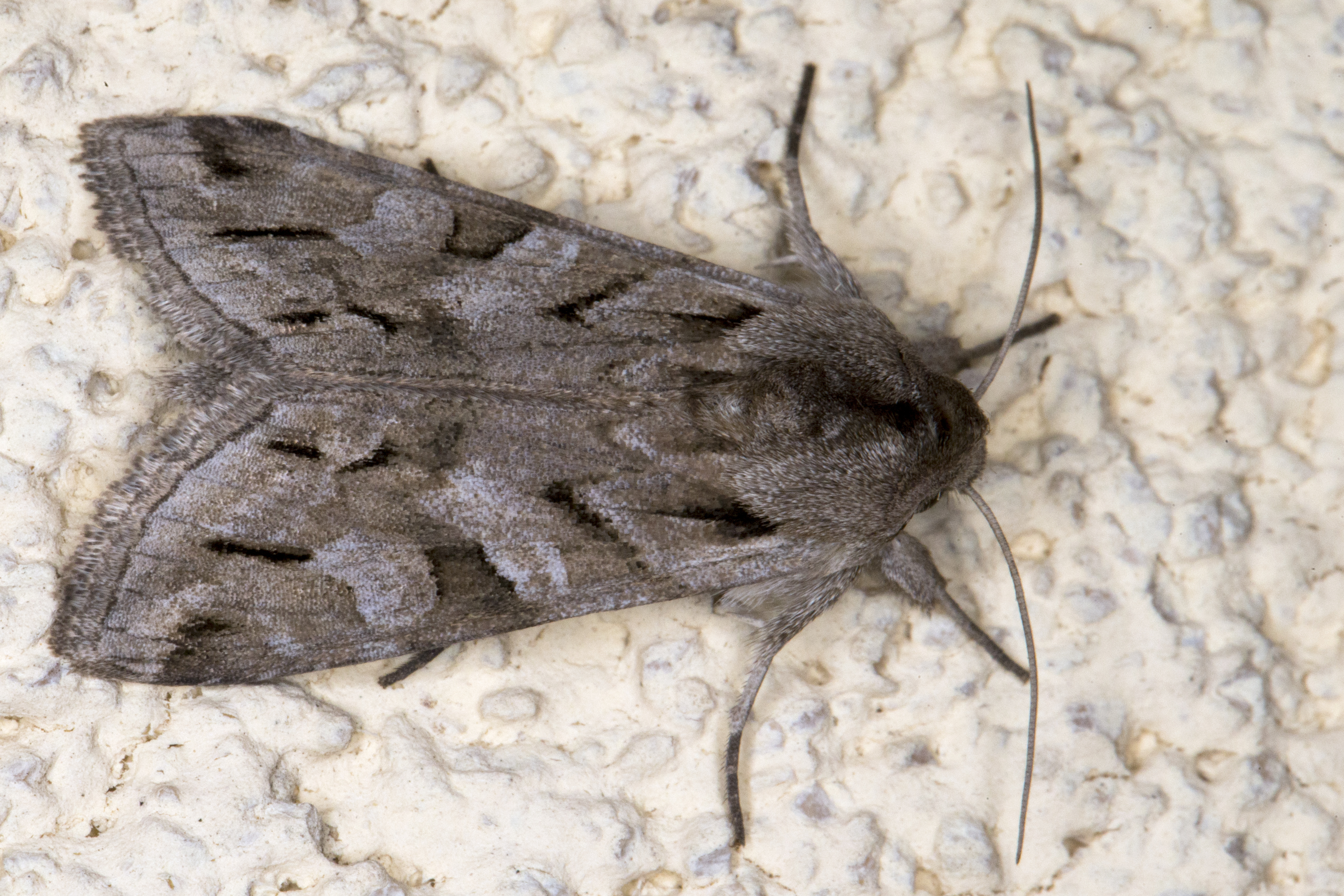
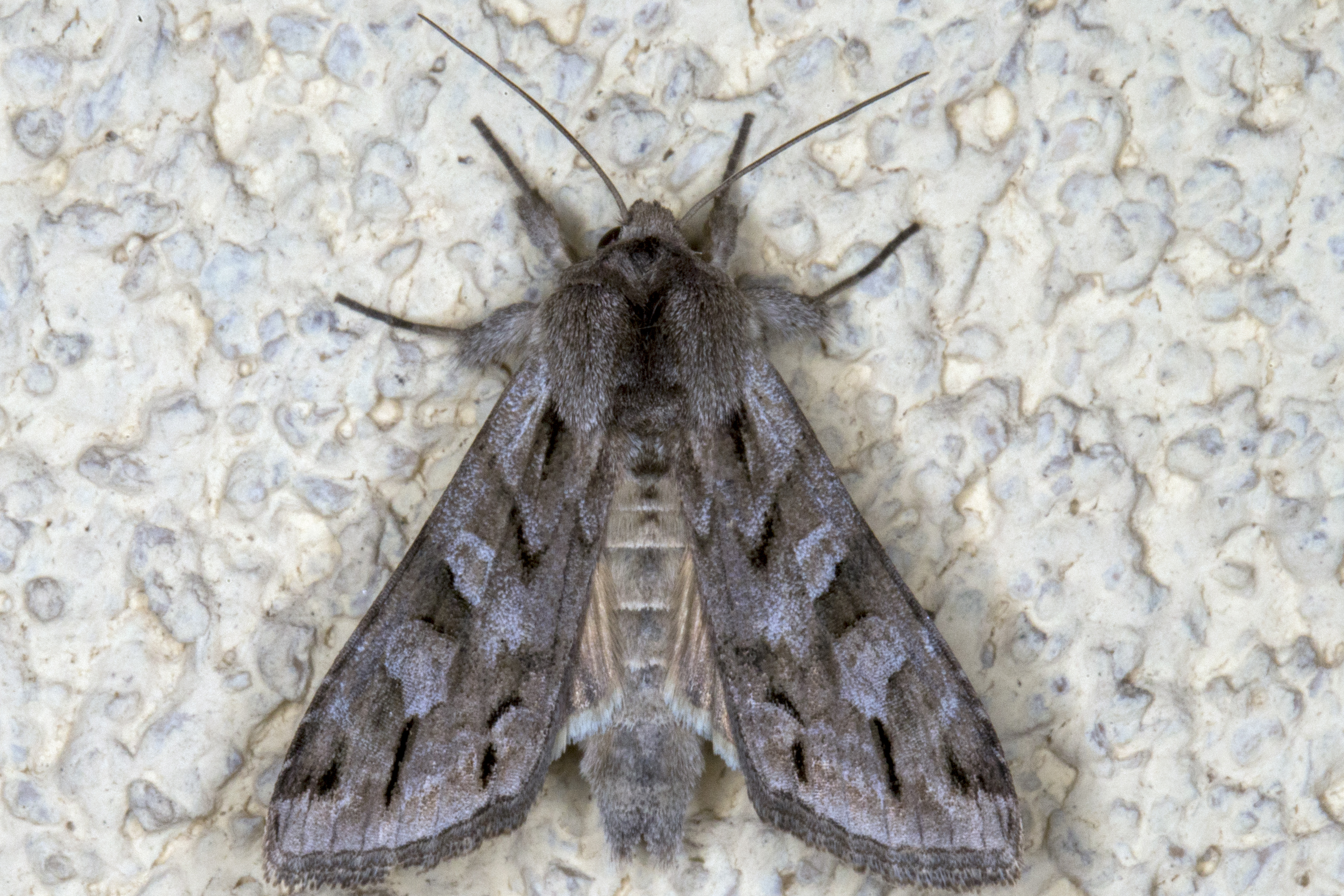
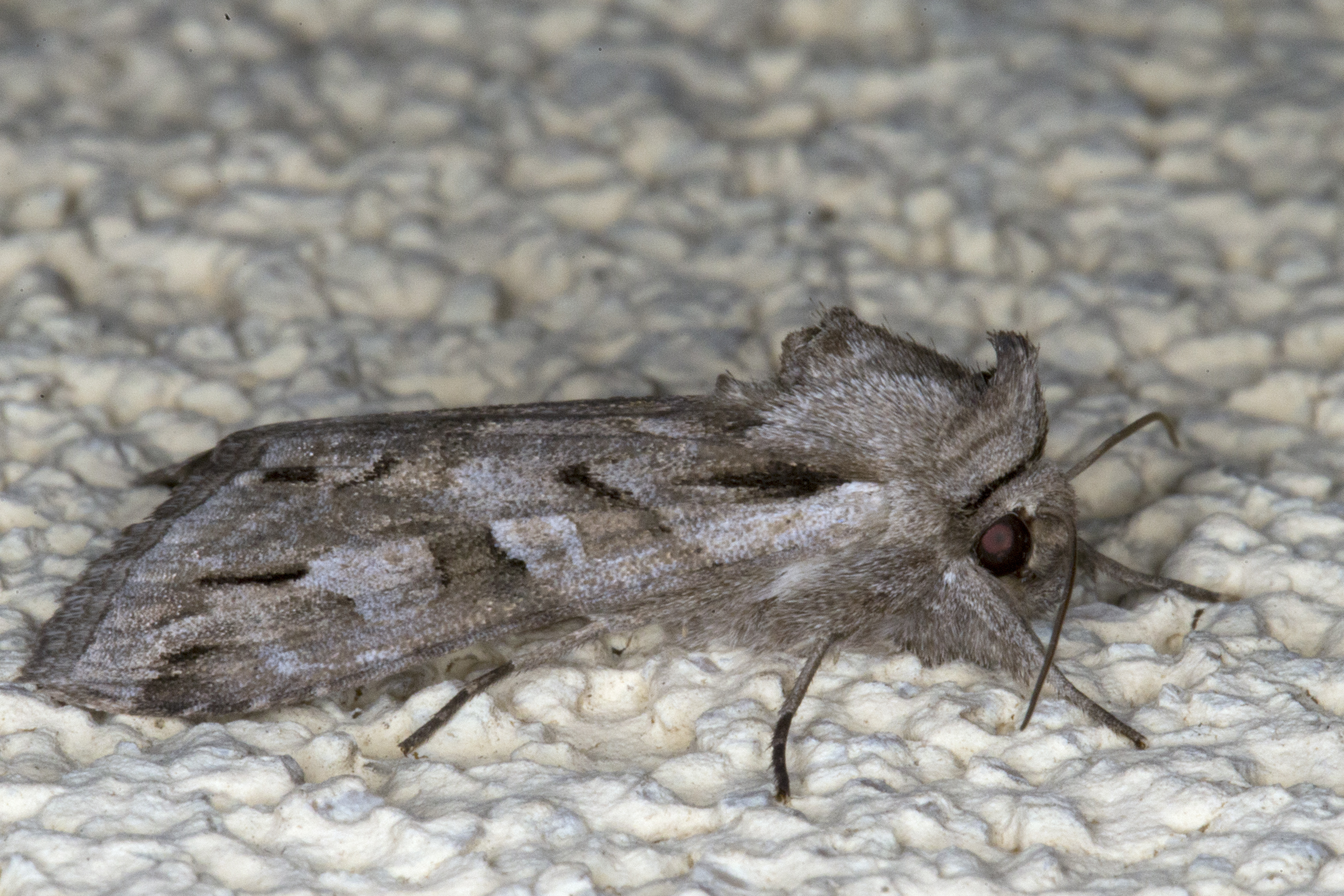